# Hellula
Hellula és un gènere d'arnes de la família Crambidae descrit per Achille Guenée el 1854.

## Taxonomia
- Hellula aqualis Barnes & McDunnough, 1914
- Hellula caecigena (Meyrick, 1933)
- Hellula galapagensis Landry & Roque-Albelo, 2008
- Hellula hydralis Guenée, 1854
- Hellula kempae Munroe, 1972
- Hellula phidilealis (Walker, 1859)
- Hellula rogatalis (Hulst, 1886)
- Hellula simplicalis Herrich-Schäffer, 1871
- Hellula subbasalis (Dyar, 1923)
- Hellula undalis (Fabricius, 1794)
- Hellula sp. nov. (extingida)